# Grumman G-21 Goose
Il Grumman G-21 Goose (o più semplicemente Grumman Goose) è un aereo anfibio costruito dalla Grumman nel 1937. Fu il primo aereo prodotto dall'industria statunitense dotato di due motori, il primo monoplano ed il primo velivolo ad entrare a far parte della flotta di una compagnia aerea e ad essere destinato al mercato internazionale. Originariamente progettato per una capienza di otto persone e destinato al trasporto di uomini d'affari nell'area di Long Island, nel corso della Seconda guerra mondiale il Grumman Goose venne utilizzato dalle forze armate statunitensi grazie alla sua versatilità.
Il soprannome inglese Goose (letteralmente oca) gli fu attribuito nel corso del suo servizio presso la RAF. Dei 345 esemplari costruiti fino all'ottobre 1945, la maggior parte di essi venne destinata al trasporto militare e circa una quarantina di esemplari continuano a volare tuttora.

## Storia del progetto
L'idea di creare un aeroplano anfibio in grado di decollare dall'acqua e di ammarare venne nel 1936, quando un gruppo di uomini d'affari residenti a Long Island commissionarono alla Grumman la costruzione di un aeroplano che li potesse portare dalle loro abitazioni fino al porto di New York, poco distante da Wall Street.
La progettazione e la successiva costruzione dell'aeromobile avvenne tra il 1936 ed il 1937. L'aereo, un anfibio, fu costruito in tipico stile anni trenta: esso si presentava infatti come un monoplano bimotore ad ala alta rivestito completamente in alluminio e dotato di due motori radiale ad elica Pratt & Whitney R-985, gli stessi montati sul Beechcraft 18. Era considerato l'equivalente anfibio del Beechcraft 18, con la differenza che il Goose veniva battuto da quest'ultimo in fatto di carico utile: il Grumman G-21 poteva infatti trasportare un peso minore in quanto già molto pesante a vuoto a causa della chiglia necessaria per muoversi sull'acqua. Venne inoltre equipaggiato di un carrello d'atterraggio retrattile necessario per muoversi a terra, costituito da due ruote poste su entrambe le fiancate della chiglia.
Gli otto sedili vennero posti in fila indiana sui due lati della fusoliera. Le due semiali furono inoltre dotate di due galleggianti che mantenessero stabile l'aeromobile in acqua.

### Modifiche e versioni dell'aeromobile
Nel tempo, gli esemplari originali prodotti tra il 1937 ed il 1945 subirono pesanti modifiche sia da parte di aziende che da privati che dalle stesse forze armate statunitensi le quali iniziarono ad usufruire dell'aereo grazie alla sua versatilità a partire dalla seconda guerra mondiale. Dopo la fine del conflitto, la McKinnon Enterprises diede inizio ad una serie di pesanti modifiche dell'aeromobile, sostituendo i motori e creando una nuova versione del G-21, il G-21C. In seguito, migliorie continue portarono alla creazione dei modelli G-21D e G-21H.

## Impiego operativo

### Militare
La United States Navy acquistò 205 esemplari del Goose che furono impiegati nel corso della seconda guerra mondiale per operazioni di trasporto e di salvataggio.

## Utilizzatori

### Civili
Australia
- Asiatic Petroleum

 Guyana britannica
- British Guiana Airways

   Canada
- Air BC
- Almon Landair Ltd
- European Coastal Airways
- H.J. O'Connell Supplies
- Oakley Air Ltd Canada
- Pacific Coastal Airlines
- Sioux Narrows Airways
- West Coast Air Services

 Indie orientali olandesi

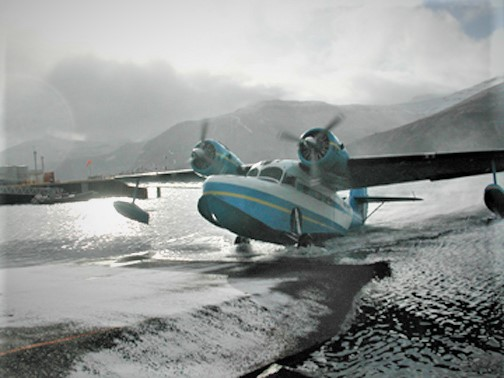
1942 Grumman Goose ad Akutan (Alaska), operato da PenAir

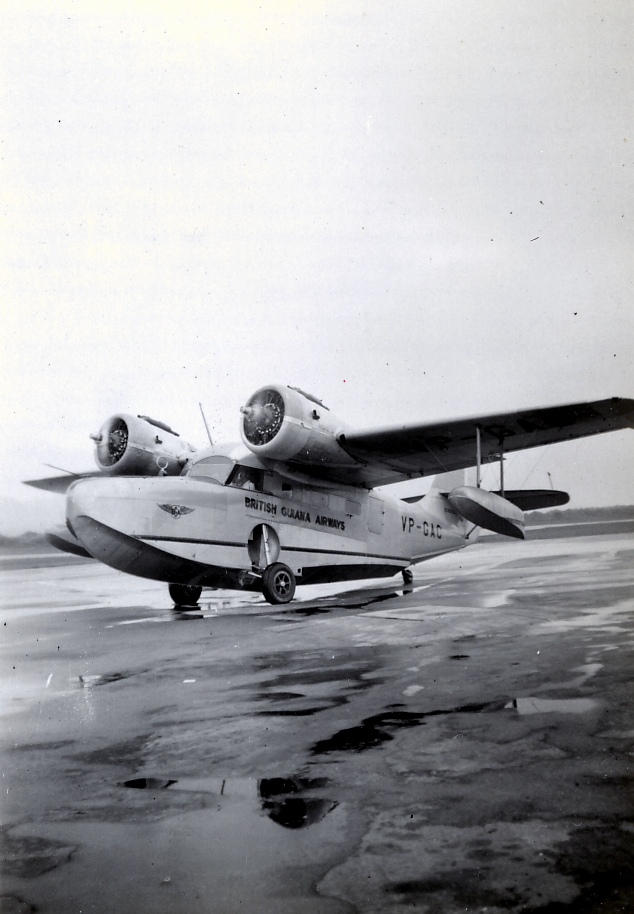
British Guiana Govt. Airways Grumman Goose c. 1955. Piarco Airport, Trinidad.

- Koninklijke Nederlandsch-Indische Luchtvaart Maatschappij

 Figi
- Yaukuve Resort

 Islanda
- Loftleiðir

 Nuova Zelanda
- Mount Cook Airline
- Sea Bee Air

 Norvegia
 Stati Uniti
- Alaska Coastal Airlines
- Alaska Coastal-Ellis Airlines
- Alaska Island Air
- Alaska Fish and Game
- Amphib. Inc.
- Antilles Air Boats
- Avalon Air Transport
- Catalina Air
- Catalina Channel Airlines
- Chevron of California
- Devcon Construction
- Flight Data Inc.
- Ford Motor Co.
- Gulf Oil
- Kodiak Airways
- Kodiak Western
- North Coast Aero
- Ozark Management
- Pan Air
- PenAir
- Reeve Aleutian Airways
- SouthEast Skyways
- Superior Oil
- Sun Oil Co. (Sunoco)
- Teufel Nurseries
- The Texas Company (Texaco)
- Tuthill Corporation
- Virgin Islands Seaplane Shuttle
- Webber Airlines

### Governativi
Canada
- Royal Canadian Mounted Police[11]

 Stati Uniti
- United States Fish and Wildlife Service
- Bureau of Land Management

entrambi operarono con diversi esemplari di G-21.

### Militari
Argentina
- Fuerza Aérea Argentina

 Bolivia
- Fuerza Aérea de Bolivia

 Brasile
- Força Aérea Brasileira

 Canada
- Royal Canadian Air Force

 Cuba
- Defensa Anti-Aérea y Fuerza Aérea Revolucionaria

 Francia
- Armée de l'air

 Giappone
- Kaijō Jieitai

4 JRG Goose in servizio dal 1955 al 1961.
 Paraguay
- Fuerza Aérea Paraguaya
- Armada Paraguaya

 Perù
- Fuerza Aérea del Perú

 Portogallo
- Forças Aéreas da Armada
- Força Aérea Portuguesa

 Svezia
- Svenska Flygvapnet

 Regno Unito
- Royal Navy

 Stati Uniti
- United States Army Air Corps
- United States Army Air Forces
- United States Navy
- United States Coast Guard

## Incidenti
Diversi esemplari del Goose sono stati coinvolti nel corso di diversi incidenti:
- 22 giugno 1970: Un G-21 delle Reeve Aleutian Airways esce dalla pista a False Pass, Canada. Nessun ferito grave.[13]
- 15 aprile 1979: Il Grumman Goose N11CS della Catalina Airlines si precipita nell'Oceano Pacifico non lontano dall'isola di Santa Catalina, California, uccidendo una persona e ferendone altre 10.[14]
- 3 agosto 2008: Un G-21 si schianta poco dopo il decollo da Port Hardy, Canada. Sopravvivono due passeggeri su sette e l'aereo viene completamente distrutto.[15]
- 16 novembre 2008: Un Goose della Pacific Coastal Airlines si schianta al largo delle coste della Columbia Britannica a circa 90 chilometri da Vancouver, uccidendo sette persone su otto passeggeri a bordo.[16]

## Nella cultura di massa
- Il Grumman G-21 Goose è uno dei diversi aeromobili presenti nella Deluxe Edition del simulatore di volo della Microsoft Flight Simulator X.[6]
- Nel film Commando il colonnello Matrix (Arnold Schwarzenegger) raggiunge la Val Verde con un Grumman Goose.
- Nella serie tv USA "Tales of the gold monkey", in Italia nota come "I predatori dell'idolo d'oro, è un Grumman Goose l'aereo pilotato dal protagonista Jake Cutter in tutti gli episodi della serie.
- In Uncharted 4, uno dei capitoli della serie videoludica USA firmata Naughty Dog, uno dei personaggi del gioco pilota questo velivolo. Victor Sullivan o anche chiamato Sully nonché migliore amico di Nathan Drake, (personaggio protagonista), possiede e pilota questo idrovolante di sua proprietà.

### Testi di riferimento
- (EN) Joshua Stoff, Historic Aircraft and Spacecraft in the Cradle of Aviation Museum, Dover Publications Inc., 2001,  pp. pg. 29,, ISBN 0-486-42041-8.
- (EN) M. R. Montgomery, Gerald L. Foster, A field guide to airplanes of North America, 3ª edizione, HMH,  pp. pg. 98,, ISBN 0-618-41127-5.

### Altri testi
- (EN) Richard C. Knott, The American Flying Boat: An Illustrated History, Naval Institute Press, 1979, ISBN 0-87021-070-X.

### Velivoli simili
- Grumman G-44 Widgeon
- Grumman G-73 Mallard